# San Miguel del Río
San Miguel del Río är en ort i Mexiko.   Den ligger i kommunen San Miguel del Río och delstaten Oaxaca, i den sydöstra delen av landet, 400 km sydost om huvudstaden Mexico City. San Miguel del Río ligger 1 756 meter över havet och antalet invånare är 288.
Terrängen runt San Miguel del Río är kuperad söderut, men norrut är den bergig. Runt San Miguel del Río är det glesbefolkat, med 10 invånare per kvadratkilometer. Närmaste större samhälle är Santa Ana Yaremi, 9,6 km nordväst om San Miguel del Río. I omgivningarna runt San Miguel del Río växer huvudsakligen savannskog.